# Kwisa
La Kwisa (en allemand : Queis) est une rivière du sud-ouest de la Pologne et un affluent gauche de la rivière Bóbr, l'un des affluents supérieurs de l'Oder. 
Depuis le Moyen Âge central, le cours de la Kwisa et de la Bóbr constituait la limite entre les régions historiques de la Lusace à l'ouest et la Silésie à l'est. Aujourd'hui, la frontière entre l'Allemagne et la Pologne suit la ligne Oder-Neisse plus à l'ouest.

## Géographie

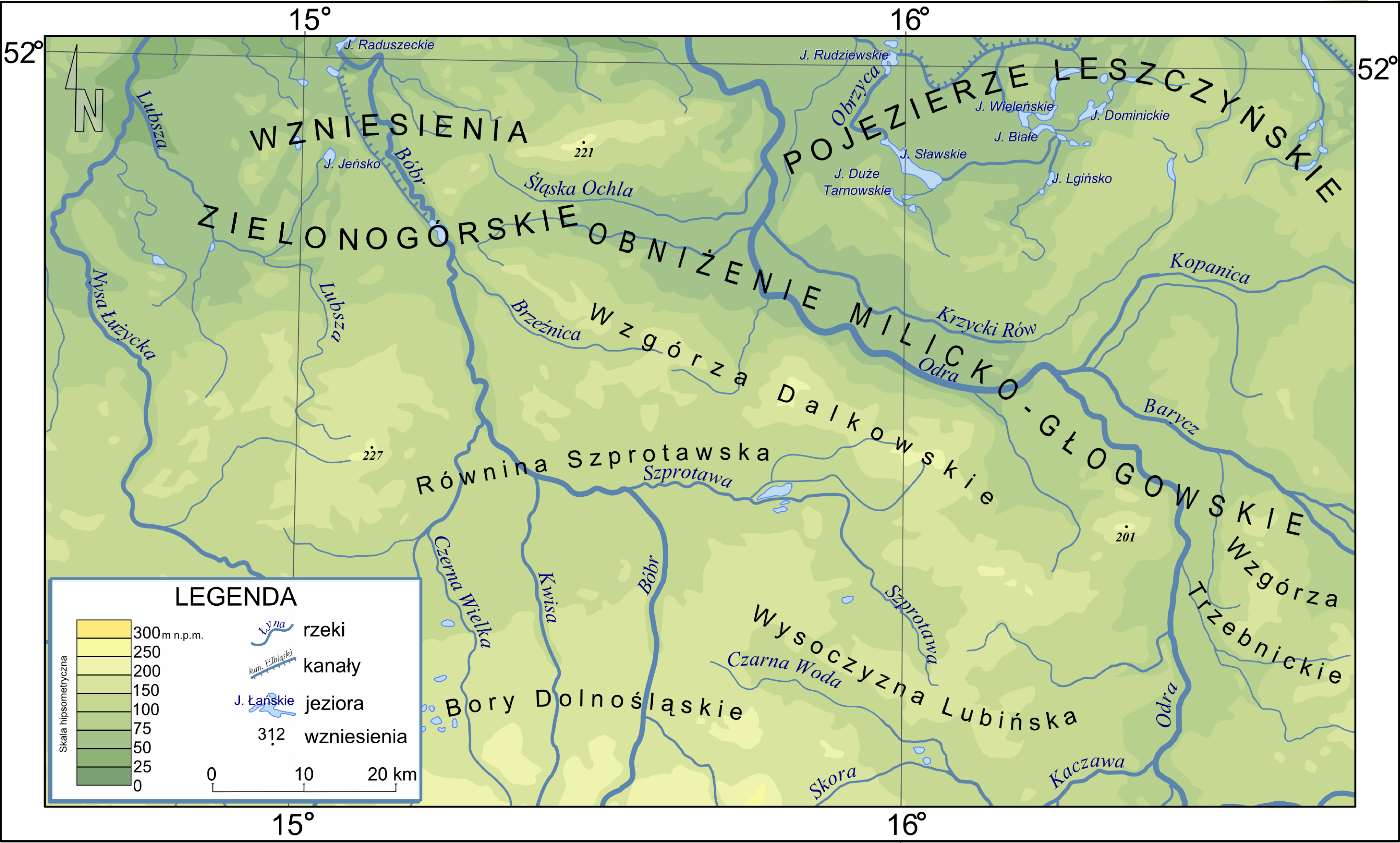
Localisation de la rivière Kwisa et sa confluence avec la rivière Bóbr.

Long de 127 kilomètres, la Kwisa prend sa source au versant nord-est des monts de la Jizera, situés dans la partie occidentale des Sudètes près de la frontière tchèque. Elle se tourne en direction générale du nord, en passant les villes de Świeradów-Zdrój, de Mirsk, de Gryfów Śląski, de Leśna, de Lubań et de Nowogrodziec. La rivière se jette ensuite dans la rivière Bóbr à Małomice.
Au bord de la rivière se trouve le château de Czocha, forteresse édifiée pour protéger la frontière orientale de la Haute-Lusace. Comme mesure de protection contre les crues, des barrages ont été construits à Leśna au début du XXe siècle. La rivière est traversée par l'autoroute A4 près de Nowogrodziec.